# Canto Grazioso
Canto Grazioso – miejski chór z Brodnicy. Zespół powstał w 1996 roku z inicjatywy Mirosławy Barczewskiej, prowadzącej chór do 2016 roku a jej następcą jest Iwona Mrozińska. Początkowo został zorganizowany wyłącznie na okazję śpiewania kolęd, potem rozszerzył jednak swój repertuar o różne pieśni artystyczne wykonywane a cappella. Występował jako chór I Liceum Ogólnokształcącego w Brodnicy, z czasem jednak, gdy do zespołu dochodziły zwłaszcza męskie głosy spoza szkoły, stał się zespołem, nad którym patronat objął brodnicki Urząd Miejski. Siedziba chóru znajduje się w Brodnickim Domu Kultury.

## Najważniejsze osiągnięcia chóru
- 1998 rok – trasa koncertowa w Niemczech, okolice Bremy
- 1999 rok – udział w Międzynarodowym Festiwalu w Leiden w Holandii
- 1999 rok – udział w nabożeństwie prowadzonym przez ojca św. Jana Pawła II
- 1999 rok – zajęcie III miejsca w I Turnieju Chórów Młodzieżowych „O Wstęgę Drwęcy”
- 1999 rok – udział w XI Międzynarodowym Festiwalu Muzyki Religijnej w Rumi
- 1999 rok – uzyskanie I miejsca w Konkursie o Puchar Marszałka Województwa Kujawsko-Pomorskiego
- 2000 rok – udział w widowisku operowym Straszny Dwór Stanisława Moniuszki wystawionym na Rynku Brodnicy
- 2000 rok – zdobycie „Srebrnego Kamertonu” w XX Ogólnopolskim Konkursie Chórów a cappella Dzieci i Młodzieży
- 2000 rok – uzyskanie I miejsca w Konkursie o Puchar Marszałka Województwa Kujawsko-Pomorskiego
- 2001 rok – uzyskanie II miejsca w Konkursie o Puchar Marszałka Województwa Kujawsko-Pomorskiego
- 2002 rok – udział w VII Polsko-Niemieckim Festiwalu Młodzieży w Strasburg (Uckermark) w Niemczech
- 2002 rok – nadanie chórowi honorowego odznaczenia „Ambasador  Brodnicy”
- 2002 rok – zdobycie Pucharu Marszałka Województwa Kujawsko-Pomorskiego
- 2003 rok – uzyskanie III miejsca w I Ogólnopolskim Konkursie Pieśni Pasyjnej w Bydgoszczy
- 2003 rok – udział w II Chełmińskich Spotkaniach Chóralnych
- 2005 rok – uzyskanie II miejsca w II Turnieju Chóralnym „O Wstęgę Drwęcy”
- 2006 rok – udział w VII Kujawskich Spotkaniach Chóralnych we Włocławku
- 2006 rok – uzyskanie II miejsca w III Turnieju Chóralnym „O Wstęgę Drwęcy”
- 2007 rok – udział i współorganizacja IV Turnieju Chórów „O Wstęgę Drwęcy”
- 2008 rok – zdobycie „Złotego Pasma” w III ogólnopolskim Konkursie Kolęd i Pastorałek w Chełmnie
- 2008 rok – uzyskanie III miejsca w  XX  Ogólnopolskim Festiwalu Pieśni o Morzu w Wejherowie
- 2010 rok - uzyskanie I miejsca w kategorii zespołów mieszanych i Grand Prix XII Konkursu Chórów Amatorskich „O Puchar Marszałka Województwa Kujawsko - Pomorskiego”
- 2016 rok - udział w II rypińskim przeglądzie chóralnym[potrzebny przypis]
- 2018 rok - udział w III rypińskim przeglądzie chóralnym[potrzebny przypis]
- 2018 rok - udział w przeglądzie chóralnym w Świedziebni[potrzebny przypis]
- 2018 rok - udział w VIII Zaduszkach u św. Tomasza w Nowym Mieście Lubawskim[potrzebny przypis]

W latach 1997, 2001 i 2006 chór nagrał trzy płyty CD. 

## Mirosława Barczewska
Mirosława Barczewska jest założycielką, kierowniczką artystyczną i wieloletnią dyrygentką Dziewczęcego Chóru I Liceum Ogólnokształcącego w Brodnicy oraz brodnickiego Chóru Miejskiego Canto Grazioso. W 1979 roku ukończyła studia na kierunku Wychowanie Muzyczne w Wyższej Szkole Pedagogicznej w Bydgoszczy – dzisiejszego Uniwersytetu Kazimierza Wielkiego. Uczestniczyła w wielu kursach i seminariach dla dyrygentów chórów, doskonaląc swoje umiejętności w zakresie dyrygentury chóralnej i emisji głosu. Odznaczona między innymi Krzyżem Kawalerskim Orderu Odrodzenia Polski oraz Medalem „Primus inter Brodnicieses”.

## Iwona Mrozińska
Iwona Mrozińska jest aktualną prowadzącą Canto Grazioso, chóru w Państwowej Szkole Muzycznej I Stopnia w Brodnicy oraz chóru Cantamus z Nowego Miasta Lubawskiego. Uczy przedmiotów teoretycznych w PSM I St. w Brodnicy oraz jest wicedyrektorką w Szkole Muzycznej I stopnia w Nowym Mieście Lubawskim.